# Мартиново (Звонская волость)
Мартиново — деревня в Опочецком районе Псковской области России. Входит в состав Глубоковской волости.

## География
Расположена к востоку от озера Нивно, в 19 км к югу от города Опочка.

## Население
| 2001 | 2002 | 2010 | 2013 | 2014 | 2015 | 2016 |
| ---- | ---- | ---- | ---- | ---- | ---- | ---- |
| 124  | ↘79  | ↘68  | ↗76  | ↗78  | ↘74  | ↘72  |

Численность населения по состоянию на начало 2001 года составляла 124 человека.

## История
С 1995 до 2015 года деревня входила в состав Звонской волости.